# Kokolopozo
Kokolopozo est une localité située au sud-ouest de la Côte d'Ivoire, et appartenant au département de Sassandra, dans la Région du Bas-Sassandra. La localité de Kokolopozo est un chef-lieu de commune.